# Francisco Flores Ibarra
Francisco Javier Flores Ibarra o Francisco Flores (17 de enero de 1994, México D.F., México) es un futbolista mexicano que juega como Lateral derecho.
Fue campeón del mundo Sub-17 en 2011, y fue pieza fundamental para el título jugando todos los partidos y haciendo sólida la defensa mexicana. Jugó en el Atlético Capitalino de la Liga de Balompié Mexicano, actualmente está retirado y es Director Téncnico del equipo de Liga Premier MX, Cordobés Futbol Club. 
Es seleccionado Nacional en la modalidad de Futbol de salón. Jugando el pre-mundial con México.

## Copa del Mundo Sub-17 2011
| Mundial                     | Sede   | Resultado | Partidos | Goles |
| --------------------------- | ------ | --------- | -------- | ----- |
| Copa Mundial Sub-17 de 2011 | México | Campeón   | 7        | 0     |

## Palmarés

### Título nacionales
| Club                        | País   | Año             |
| --------------------------- | ------ | --------------- |
| Cruz Azul Fútbol Club       | México | 2011 - 2019     |
| Club Deportivo Guadalajara  | México | 2014            |
| Pachuca Club de Fútbol      | México | 2015 - 2016     |
| Coras de Tepic              | México | 2016 - 2017     |
| Atlante FC                  | México | 2017 - 2018     |
| Tlaxcala Fútbol Club        | México | 2018            |
| Tiburones Rojos de Veracruz | México | 2019            |
| Atlante FC                  | México | 2019            |
| Atlético Capitalino         | México | 2020 - Presente |

| Título      | Equipo    | Sede   | Año  |
| ----------- | --------- | ------ | ---- |
| Copa México | Cruz Azul | México | 2013 |

### Campeonatos internacionales
| Título                        | Equipo                               | Sede   | Año     |
| ----------------------------- | ------------------------------------ | ------ | ------- |
| Copa Mundial de Fútbol Sub-17 | Selección de fútbol sub-17 de México | México | 2011    |
| Concacaf Liga Campeones       | Cruz Azul                            | México | 2013-14 |